# Lehmann Aviation LV580
Модель LV580 — это микро-БПЛА компании Lehmann Aviation Ltd — французского производителя многоцелевых легких беспилотных летательных аппаратов, — разработанный и внедренный в продажу в 2009 году.
Основная задача LV580 — осуществление видеонаблюдения за различными наземными объектами в режиме реального времени, в дневное или ночное время суток. Специальная камера, установленная под углом (для наклонного изображения) в передней части самолета, способна поворачиваться на 360°, что позволяет получить полную картину происходящего на земле. LV580 управляется с единой Системы наземного контроля Lehmann Aviation, также используемой в управлении другими моделями компании (LM450 и LP960).
LV580 широко применяется «строительными и геодезическими компаниями, а также научными организациями».
В начале 2012 года беспилотник LV580 получил широкое признание в России.
LV580 (как и LP960 и LM450) входит в линию L-M компании Lehmann Aviation, представляющую собой микро-БПЛА, которыми можно управлять с земли во время полета. Данная линия отличается от линии L-A, включающую автоматические микро-БПЛА: LA100.

Фрагмент модели LV580 компании Lehmann Aviation, Ltd

СПЕЦИФИКАЦИЯ:
| Спецификация                   | LV580                          |
| ------------------------------ | ------------------------------ |
| Управление                     | Автоматическое/Ручное          |
| Дистанция полета (км)          | До 5                           |
| Продолжительность полета (мин) | До 25                          |
| Вес (гр)                       | 1250                           |
| Размах крыла (см)              | 92                             |
| Сопротивление ветру (км/ч)     | До 45                          |
| Температурные условия (°C)     | От −25 до 60                   |
| Запуск                         | С руки                         |
| Приземление                    | Самостоятельное (без парашюта) |
| GPS-координаты                 | ✓                              |
| Автопилот                      | ✓                              |
| Автонавигация                  | ✓                              |